# Rue du Bourgmestre (Ixelles)
 (juin 2021).
Si vous disposez d'ouvrages ou d'articles de référence ou si vous connaissez des sites web de qualité traitant du thème abordé ici, merci de compléter l'article en donnant les références utiles à sa vérifiabilité et en les liant à la section « Notes et références ».
La rue du Bourgmestre ou Burgemeestersstraat à Ixelles, est une rue de la région de Bruxelles-Capitale en Belgique, remarquable par ses maisons bourgeoises souvent de style éclectique.

## Histoire
La rue du Bourgmestre trouve sa lointaine origine dans un ancien chemin dont elle suit à peu près le tracé, et qui pourrait remonter au XIIIe siècle. Jusqu'à la fin du XVIIIe siècle, ce chemin portait le nom de Koeistraat, la « rue des Vaches ». 
Au cours de la première moitié du XIXe siècle, le chemin prend le nom de Roodensteen, la « rue de la Pierre rouge » entre la rue du Monastère et la chaussée de Boondael (les actuelles avenue Géo Bernier et rue du Bourgmestre), et porte au delà le nom de Zavelstraat (l'actuelle rue Gustave Biot).
Sous sa forme actuelle, la rue du Bourgmestre a été créée en 1872 et s'est développée notamment dans les dernières années du XIXe siècle.  La Société de l’avenue Louise, dont le plan proposé s’écarte fort peu du plan de Victor Besme, s’engage à exécuter l’ensemble du projet à d’avantageuses conditions (fixé par l'arrêté royal du 22.08.1873) : elle cède gratuitement à la commune l’assiette des rues ouvertes ; elle exécute à ses frais les travaux d’aménagement des rues (terrassement, égouttages, pavage)[réf. nécessaire].

## Style et développement architectural
Par ces ensembles architecturaux, la rue du Bourgmestre témoigne de la volonté des classes bourgeoises montantes et triomphantes d'accéder à une nouvelle qualité de confort. La maison de maître est considérée comme la résidence des familles bourgeoises. Avec un type de bâti lié à un statut économique. Ce patrimoine hérité a permis à la ville de Bruxelles de se construire et de se doter d’une certaine identité sociale et architecturale. Plusieurs de ces maisons sont construites en briques rouges avec une modénature complexe et soignée généralement en enduit blanc ou en briques blanches. Des ferronneries délicates ornent la plupart des balcons. 
Le bâti plus ancien étant de style éclectique, on repère au sein de la rue des maisons bourgeoise ainsi que des immeubles de rapport (par exemple les n°12, 14, 16 ou 18 réalisées par l'architecte J. Timmermans, 1907). La grande majorité des bâtiments actuels furent construits durant la première décennie du XXe siècle. Néanmoins, certains d'entre eux appartiennent malgré tout au style éclectique (comme par exemple les maisons n°1, 7, 9, 40 ou encore 60). On retrouve malgré cette majorité stylistique certaines variations, notamment la maison n°28, de style Beaux-Arts, réalisée par l'architecte Benjamin De Lestré de Fabribeckers en 1909 et classée au patrimoine monumentale de Belgique. 

## Maisons remarquables

### Villa Mathine
Construite en 1913 à une période où l'éclectisme réapparaissait dans l'architecture belge, la villa Mathine est un hôtel de maître, réalisé par G. Desmet.

### Hôtel Edmond Canonne[10]
Cet hôtel est un édifice de style Beaux-Arts est accompagné de ses dépendances. Construit en 1914 à la demande du tailleur et chapelier bruxellois Edmond Canonne (1852-1923), l'hôtel est mis en vente publique après sa mort en 1923 et acquis par l'ingénieur Lambert Jadot (1875-1967). C'est en 1931 que l'annexe à front de rue est adjointe à l'édifice avant d'être acheté par la commune d'Ixelles en 1967. L'édifice est aujourd'hui occupé par le Musée des Enfants et ce depuis 1984.

### Maison située au n°20[11]
La maison n°20 est une réalisation de l’architecte Joseph Vincke. De style Beaux-Arts, l’édifice se développe sur la partie Nord-Est de la parcelle et présente deux façades : l’une donnant sur la rue et l’autre vers l’intérieur de l’îlot.
La construction possède un bel étage surplombé de deux étages sous toiture mansardée et un sous-sol de service. Les deux façades sont composées d’une partie en moellons, pour le rez-de-chaussée, et d’une partie en briques rouges et en pierres blanches pour les étages supérieurs. Une large corniche vient marquer une séparation entre le dernier étage sous toiture et le reste de l’édifice. 
Les deux façades présentent des baies à arc en plein cintre pour le rez-de-chaussée et le premier étage, des baies rectangulaires pour le second étage et des lucarnes pour l’étage sous comble. La façade donnant en intérieur d’îlot se découpe en trois travées axiales avec une symétrie centrale. La travée centrale possède une porte précédée d’un perron s’ouvrant sur l’étage noble. Dans la même travée, les fenêtres donnent accès à des balcons dont les garde-corps sont en fer forgé. À l’inverse, la façade à rue ne possède pas d’alignement en travées verticales. La baie du premier étage, centrée, est précédée d’un balcon de forme trapézoïdal dont le garde-corps est en ferronnerie. Des pilastres sont positionnés sur les deux bords des façades ainsi qu’entre les fenêtres. 

### Maison située au n°24-24a[11]

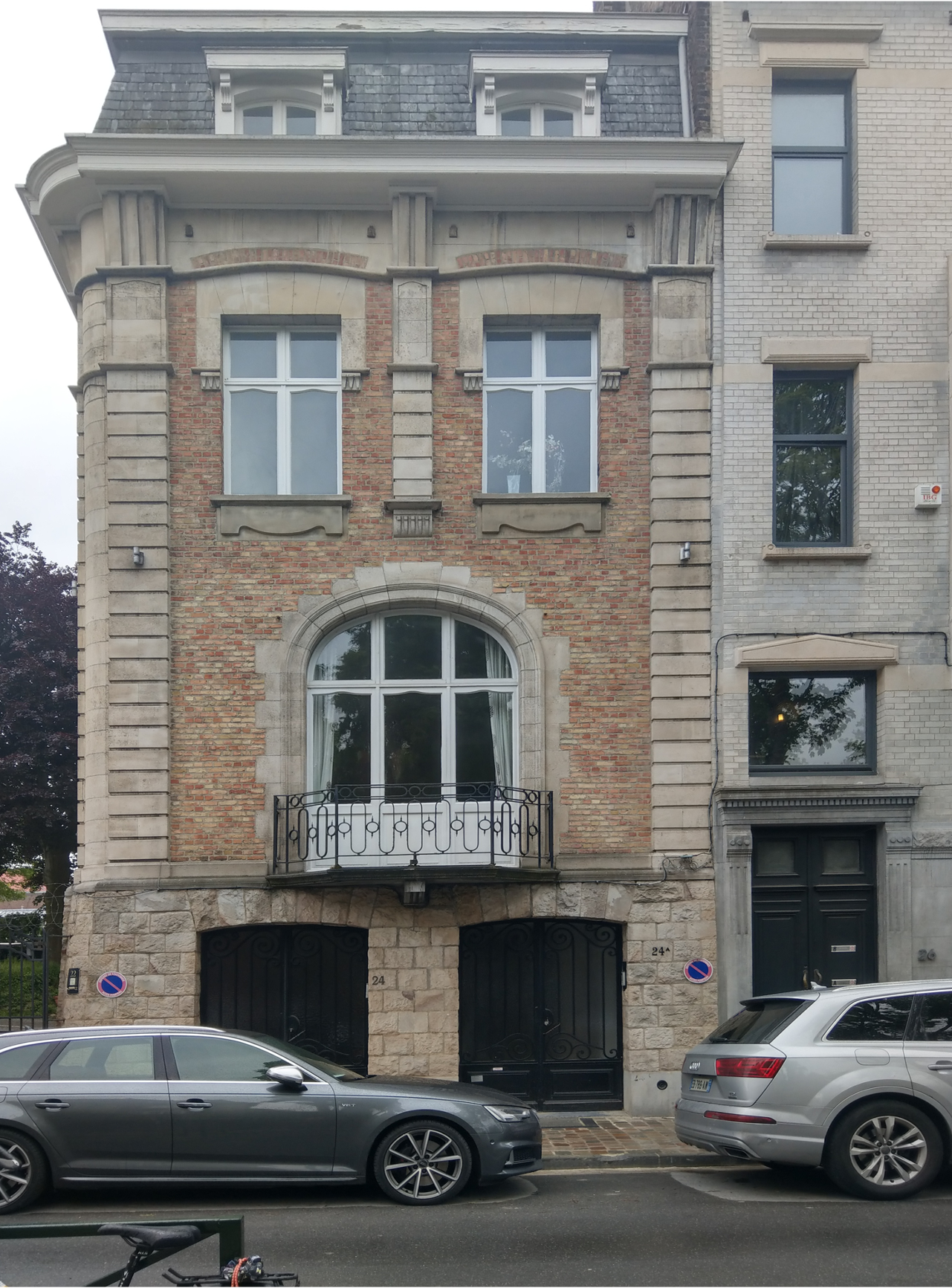
Façade avant n°24-24.a

La maison numéro 24/24.a a été réalisée par l’architecte Joseph Vincke dans un style Beaux-Arts en 1922. Elle est séparée de la maison numéro 22 par une ouverture dans l’îlot, où les jardins des habitations se trouvent. 
La bâtisse est constituée d’éléments d’architecture faisant référence au style Beaux-arts. La base de l’édifice est composée d'un soubassement en pierre bleue et est surplombée d’un bossage en moellons de pierre de taille gris clair, le reste du bâtiment est en briques rouges. Les baies des façades sont organisées par travées verticales et où, ces dernières sont au nombre de treize. La plupart des ouvertures rectangulaires sont munies de piédroits et de plates-bandes. Elles reposent sur des allèges en pierres blanches ornées de polyglyphes. D’autres sont montées d'une plate-bande à neuf claveaux, descendant jusqu'au niveau de la traverse d'imposte de chaque fenêtre, et reposent sur des corbeaux. Plusieurs fenêtres de la façade sont précédées par des éléments de ferronnerie. Les ouvertures du troisième registre sont surmontées d’un arc de décharge en briques rouges situé dans l'entablement où sont présents des trous de boulins. Des pilastres à refend ornent la façade et sont couronnés de consoles à diglyphes qui reprennent la corniche en bois blanc. La toiture mansardée recouverte d’ardoises est percée de lucarnes à toit plat, surplombées d’un arc surbaissé et sont alignées sur les travées des façades.

### Maison située au n° 26

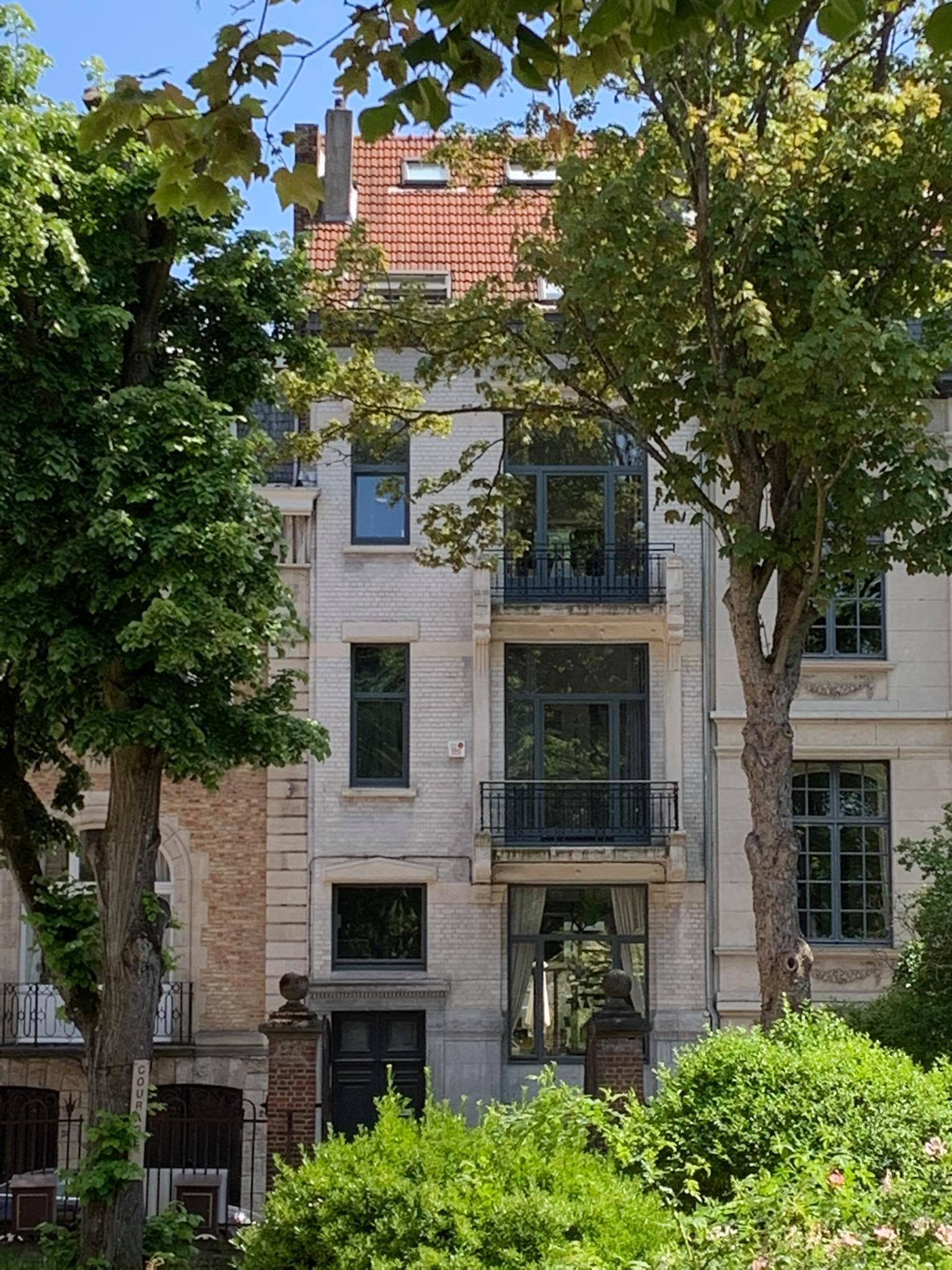
Façade du n°26 de la rue du Bourgmestre.

La maison n°26 de la rue du Bourgmestre est une construction bourgeoise de style éclectique conçue par l’architecte Eugène Rocher au XXe siècle.   
L’asymétrie de la façade est distinguable par les deux travées inégales sur les trois niveaux de composition. Elle est parée de briques blanches et elle est composée d'un haut-soubassement de pierre bleue en bossage continu. La façade est marquée par des éléments de pierre de couleur blanche ou bleue. Aux étages, les deux balcons à garde-corps sont en ferronnerie de couleur noire et sont enserrés dans des joues de pierre. Par après, les châssis ont été remplacés et la grille de la fenêtre de la cave a été supprimée et modifiée. 
L’élévation de la façade reflète le plan intérieur de la maison. Cette dernière, étant asymétrique, est composée de deux travées  ; une travée principale et une travée secondaire ou d’entrée. De la pierre blanche est placée au-dessus  de chaque fenêtre et est continue sur toute la largeur de la maison. Ce bandeau de section rectangulaire traverse le dessus de chaque niveau des baies en façade. De la pierre bleue est utilisée en soubassement au rez-de-chaussée, jusqu’au-dessus de la porte d’entrée et à un tiers de la fenêtre de la travée principale de cet étage. 

### Maison située au n°28
La maison 28 de la rue du Bourgmestre est un édifice de style Beaux-Arts.  
L'édifice est une maison bourgeoise réalisée par l’architecte Benjamin De Lestré de Fabribeckers et classée dans le patrimoine monumental de Belgique. 

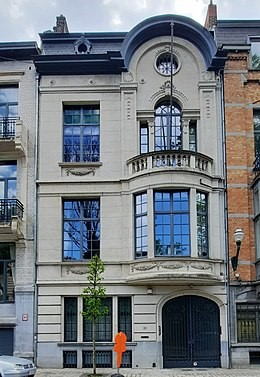
Façade du n°28 de la rue du Bourgmestre

Le tracé de la rue remonte au XIIIe siècle. La rue portait le nom de Koeistraat jusqu’au XIXe siècle, avant qu'elle ne soit renommée Roodensteen à la suite de modifications de son tracé. Elle reçoit finalement le nom de rue du Bourgmestre à la suite du plan d'expropriation de 1873 prévoyant d’aménager les abords des étangs et d’ouvrir plusieurs rues. La majeure partie des bâtiments actuels longeant la rue, principalement des maisons bourgeoises, ont été bâties au début du XXe siècle. La rue compte également le musée des enfants et son parc Jadot. 
La façade de composition asymétrique, laisse apparaitre une maison bourgeoise élevée sur 4 niveaux. Le rez-de-chaussée est constitué de lignes de refends et d’un soubassement en pierre bleue, le reste de la façade est élevé en pierre blanche. De plus, un groupement de trois soupiraux et une porte cochère percent ce soubassement. La maison se développe en deux travées, et le passage d'un niveau à un autre est souligné par un bandeau horizontal en pierre blanche délimitant à chaque fois une niche ornée d’un feston. La travée de gauche se compose d’un alignement de grandes fenêtres, tandis que la travée principale de droite est marquée de deux éléments imposants. Le premier est un bow-window surmonté au niveau supérieur d'une petite terrasse couverte d'une balustrade en pierre blanche. Cette terrasse est accessible depuis une serlienne encadrée de deux pilastres sculptés dans un travail d'ornementation qui rappelle les colonnes et l'ordre architectural grec. Par ailleurs, une composition de deux colonnes, surmontées chacune d'un chapiteau permet de distinguer les différentes baies de la serlienne. Le second élément signalant cette travée est une imposante lucarne passante de forme semi-circulaire, percée d'un oculus. Enfin, la toiture mansardée recouverte d'une couverture en zinc se distingue dans sa travée gauche par son œil-de-bœuf.

### Maison située au n° 30
La maison mitoyenne n° 30 est une maison bourgeoise typique de Bruxelles. Elle a été construite en 1910, dans un style éclectique à tendance Art Nouveau, réalisé par l'architecte Agustín Goovaerts.

### Villa Solbos auno46
La maison no 46 est une maison bourgeoise de style éclectique, résultant de la transformation, en 1892, d'une maison plus ancienne (vers 1870) par l'architecte Ernest Delune qui signe sur la façade latérale, à gauche du triplet du second niveau.